# Gianfranco Maris
Gianfranco Maris (Milano, 24 gennaio 1921 – Milano, 14 agosto 2015) è stato un politico, avvocato e partigiano italiano.

## Biografia
Durante la seconda guerra mondiale, Gianfranco Maris si unisce alla Resistenza. Arrestato e condannato a morte, è deportato, prima al campo di Fossoli, poi a Mauthausen e a Gusen attraverso il lager di Bolzano, esperienza che ha raccontato in Per ogni pidocchio cinque bastonate. È stato senatore della IV e della V legislatura, eletto nelle liste del Partito Comunista. È stato membro del Consiglio superiore della magistratura dal 1972 al 1976. Ha fatto parte del comitato italiano incaricato di predisporre il Memoriale italiano di Auschwitz.
È stato presidente della Associazione nazionale ex deportati politici nei campi nazisti, presidente della Fondazione Memoria della Deportazione, vicepresidente dell'Associazione Nazionale Partigiani d'Italia.
Muore a Milano a 94 anni, il 14 agosto 2015.

## Opere
- Gianfranco Maris, Una sola voce: scritti e discorsi contro l'oblio, a cura di Giovanna Massariello Merzagora, Mimesis, Milano, 2011
- Gianfranco Maris, Per ogni pidocchio cinque bastonate: i miei giorni a Mauthausen, Milano, Mondadori, 2012.

## Riconoscimenti
Nel 2016 il Comune di Milano ha deciso che il suo nome venga iscritto nel Pantheon di Milano, all'interno del Cimitero Monumentale.